# 士穆子
士穆子（？—？），中国春秋时期晋国的大夫。
士穆子是范武子士会的从弟士穆子在《春秋左传》没有出现，士穆子的儿子是晋悼公的太傅士渥濁。士渥濁的后代作为范氏的旁支，长期活跃在晋国政治舞台，包括士庄伯士弱、士文伯士匄、士景伯士弥牟。